# Monica Vulcano
Monica Vulcano (Roma, 16 giugno 1975) è una doppiatrice e direttrice del doppiaggio italiana.

## Biografia
Lavora principalmente per il doppiaggio di pellicole cinematografiche e cartoni animati fin dagli anni ottanta. Ha lavorato, tra gli altri, per film come Mamma, ho perso l'aereo e Mamma, ho riperso l'aereo: mi sono smarrito a New York, In viaggio con Pippo, Jumanji, The Ring e Deep Impact e per serie d'animazione come Digimon, Pretty Cure e Winx Club. 
Dal 2010 dà la voce a Courtney nella serie animata canadese A tutto reality.
Per la televisione ha doppiato personaggi in serie come I nuovi mini ninja e Teen Angels. 
Dal 30 giugno 2013 al 30 aprile 2015 è stata la voce dei promo del canale Frisbee e da luglio 2024 del canale Cartoonito.

## Doppiaggio

### Cinema
- Selena Gomez in Monte Carlo, I Muppet, In Dubious Battle - Il coraggio degli ultimi
- Laura Bell Bundy in Jumanji
- Angela Goethals in Mamma, ho perso l'aereo
- Maureen Elisabeth Shay in Mamma, ho riperso l'aereo: mi sono smarrito a New York
- Kate Mara in Destini incrociati
- Kirsten Dunst in Small Soldiers
- Amber Tamblyn in The Ring
- Leelee Sobieski in Deep Impact
- Claire Danes in A casa per le vacanze
- Sarah Clements in Un amore senza tempo
- Katalina Viteri in Midnight in the Switchgrass - Caccia al serial killer

### Film d'animazione
- Tricky in Alla ricerca della Valle Incantata, Alla ricerca della Valle Incantata 2 Alla ricerca della Valle Incantata 3 - Il mistero della sorgente, Alla ricerca della Valle Incantata 4 - La terra delle nebbie, Alla ricerca della Valle Incantata 5 - L'isola misteriosa, Alla ricerca della Valle Incantata 6 - Il segreto di Saurus Rock, Alla ricerca della Valle Incantata 13 - In viaggio con le pance gialle
- Chelsea in My Scene - Vacanze in Jamaica, My Scene - Festa in Costume, My Scene - Stelle di Hollywood
- Beth Anderson in Polly Pocket: Lunar Eclipse, Polly Pocket 2: Cool at the Pocket Plaza
- Erica Brown in Violet Evergarden: Eternity and the Auto Memory Doll, Violet Evergarden: Il film
- Roxanne in In viaggio con Pippo
- Relena Peacecraft in Mobile Suit Gundam Wing The Movie: Endless Waltz (ed. Dynit)
- Sarah McDougal in Love Hina Special Christmas
- Fata Marina Rosa in Barbie Fairytopia - Mermaidia
- Courtney in Barbie in le 12 principesse danzanti
- Henna in Barbie Mariposa e le sue amiche fate farfalle
- Caské in La Pallastrike sull'isola di Pasqua
- Honoka Yukishiro/Cure White in Pretty Cure Max Heart 2 - Amici per sempre
- Zizie in Titeuf - Il film
- Gliss in Trilli e il segreto delle ali
- Palmon in Digimon Adventure: Last Evolution Kizuna
- Jessica Williams in Craig: il film

### Serie televisive
- Selena Gomez in I maghi di Waverly, I maghi di Waverly: The Movie, Programma protezione principesse, Sonny tra le stelle, Il ritorno dei maghi - Alex vs. Alex, Only Murders in the Building
- Élodie Yung in Daredevil, The Defenders
- Krysten Ritter in Til Death - Per tutta la vita
- Brittany Byrnes in H2O
- Macarena Achaga in Miss XV - MAPS
- Giselle Bonaffino in Niní
- Yuna Miralles in Idol × Warrior Miracle Tunes!
- Gözde Cığacı in La notte nel cuore
- Marta Hazas in Velvet
- Eden Sher in The Middle
- Sheryl Rubio in Non può essere!
- Taylor Terry in My Life as Liz
- Bérangère McNeese in Morgane - Detective geniale
- Sara Mortensen in Astrid e Raphaëlle
- Selin Yeninci in Terra amara

### Serie animate
- Palmon in Digimon Adventure, Digimon Adventure 02
- Fionna in Adventure Time
- Tattoo in Baby Felix & friends[2]
- Foo in Gli imbattibili Save-Ums!
- Iella in Teen Titans
- Honoka Yukishiro/Cure White in Pretty Cure, Pretty Cure Max Heart
- Hoon Song in Ragazze dell'Olimpo
- Faccia di Pupo in Duck Dodgers
- Yoko in Team Galaxy
- Yin in Yin Yang Yo!
- La signora Jones in Ghostforce
- Atlanta in Class of the Titans
- Lupina in Jellystone
- Keiko in Potsworth & Co.
- "Curly" Thaddeus Gammelthorpe	in Hey, Arnold!
- Star Butterfly in Marco e Star contro le forze del male
- Rubini in Steven Universe
- Riley Daring in The Replacements - Agenzia sostituzioni
- Courtney in A tutto reality - L'isola, A tutto reality - Azione!, A tutto reality - Il tour, A tutto reality - All-Stars, A tutto reality: le origini
- Allie in I Famosi 5 - Casi misteriosi
- Samantha in Monster Buster Club
- Layla in Farhat - Il principe del deserto
- Sarah (2ª voce) ne Lo straordinario mondo di Gumball
- Jessica Williams in Craig[3]
- Dora in Gladiatori - Il torneo delle sette meraviglie
- Dizzy in Super Wings
- Brianna in Kick Chiapposky - Aspirante stuntman
- Bastemon in Digimon Fusion Battles
- Mari Kurihara in Prison School
- Dottie in Dottoressa Peluche
- Giusy Versace in Spike Team
- Basil in Loopdidoo
- Visca Moulin e Lulu in Fairy Tail
- Emi Sendo in Cardfight!! Vanguard
- Eudial in Pretty Guardian Sailor Moon Crystal
- Kelsey/Glitter Arancione in Glitter Force
- Kurona in Tokyo Ghoul
- Agente Brains/Braianna Robeaux (2ª stagione) in Lucky Fred
- Maylyn in The Powerpuff Girls
- Satsuki Kiryuin in Kill la Kill
- Strizza in Manny tuttofare
- Erica Brown in Violet Evergarden
- Mazu in Gigantosaurus
- Shunka in Kengan Ashura
- Su Pa Sin/Nix in MeteoHeroes
- Signora Mucca, Candy Gatto (st.2+, 2ª voce) e Susy Pecora (st.1, 1ª voce) in Peppa Pig[4]
- Yungu in Godzilla - Punto di singolarità

#### Programmi televisivi
- Shannon in Io e la mia ossessione